# Parroquia de Calcasieu
La parroquia de Calcasieu (en inglés: Calcasieu Parish), fundada en 1840, es una de las 64 parroquias del estado estadounidense de Luisiana. En el año 2000 tenía una población de 183.577 habitantes con una densidad poblacional de 66 personas por km². La sede de la parroquia es Lake Charles.

## Geografía
Según la Oficina del Censo, la parroquia tiene un área total de 2834 km² (1094,2 mi²), de la cual 2774 km² (1071,0 mi²) es tierra y 60 km² (23,2 mi²) (2.12%) es agua.

### Parroquias y condados adyacentes
- Parroquia de Beauregard - norte
- Parroquia de Cameron - sur
- Condado de Orange (Texas) - oeste
- Parroquia de Jefferson Davis - este
- Condado de Newton (Texas) - noroeste

## Carreteras
- Interestatal 10
- Interestatal 210
- U.S. Highway 90
- U.S. Highway 171
- Carretera Estatal de Luisiana 12
- Carretera Estatal de Luisiana 14
- Carretera Estatal de Luisiana 27

## Demografía
En el 2000 la renta per cápita promedia de la parroquia era de $35,372, y el ingreso promedio para una familia era de $41,903. En 2000 los hombres tenían un ingreso per cápita de $36,569 versus $21,390 para las mujeres. El ingreso per cápita para la parroquia era de $17,710. Alrededor del 15.40% de la población estaba bajo el umbral de pobreza nacional.

## Comunidades

### Ciudades y pueblos
- DeQuincy
- Iowa
- Lake Charles
- Sulphur
- Vinton
- Westlake

### Zonas no incorporadas
- Carlyss
- Gillis
- Moss Bluff
- Mossville

## Educación
El Sistema Escolar del Municipio Calcassieu gestiona escuelas públicas.